# Calle de Rompelanzas

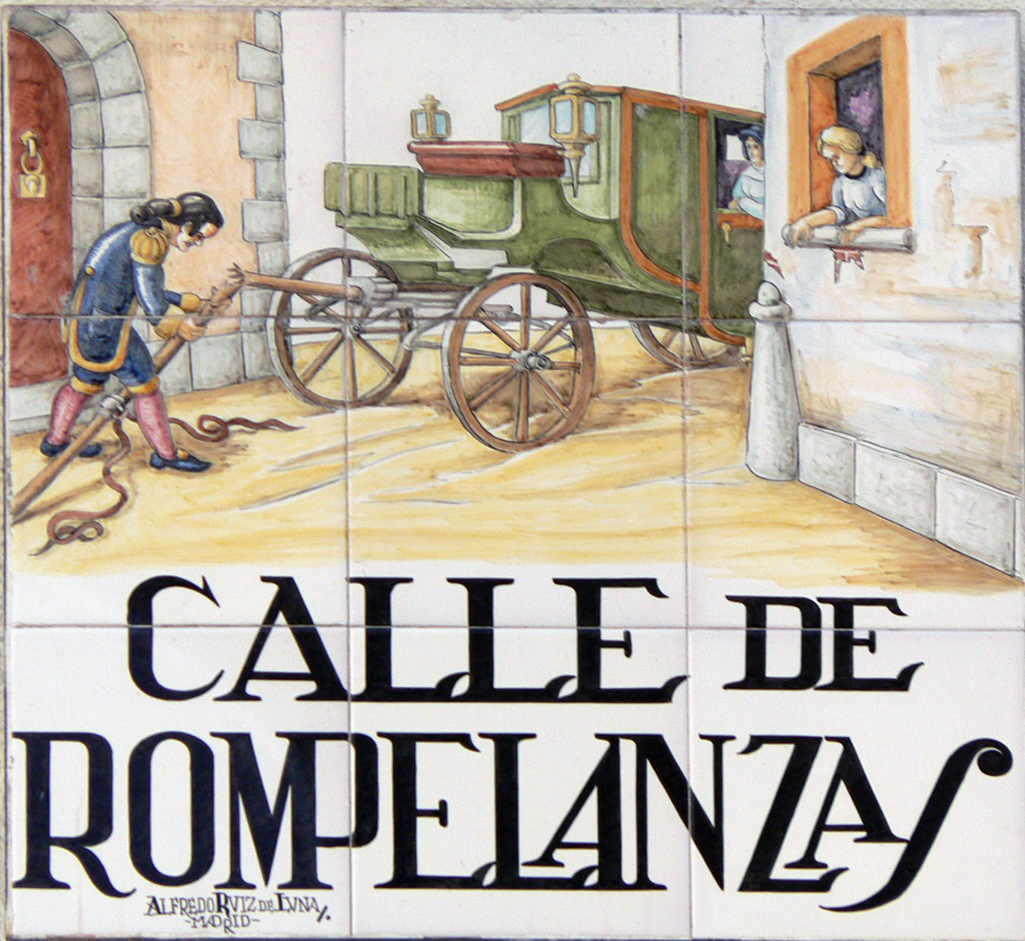
Placa de azulejos del callejero tradicional de Madrid.

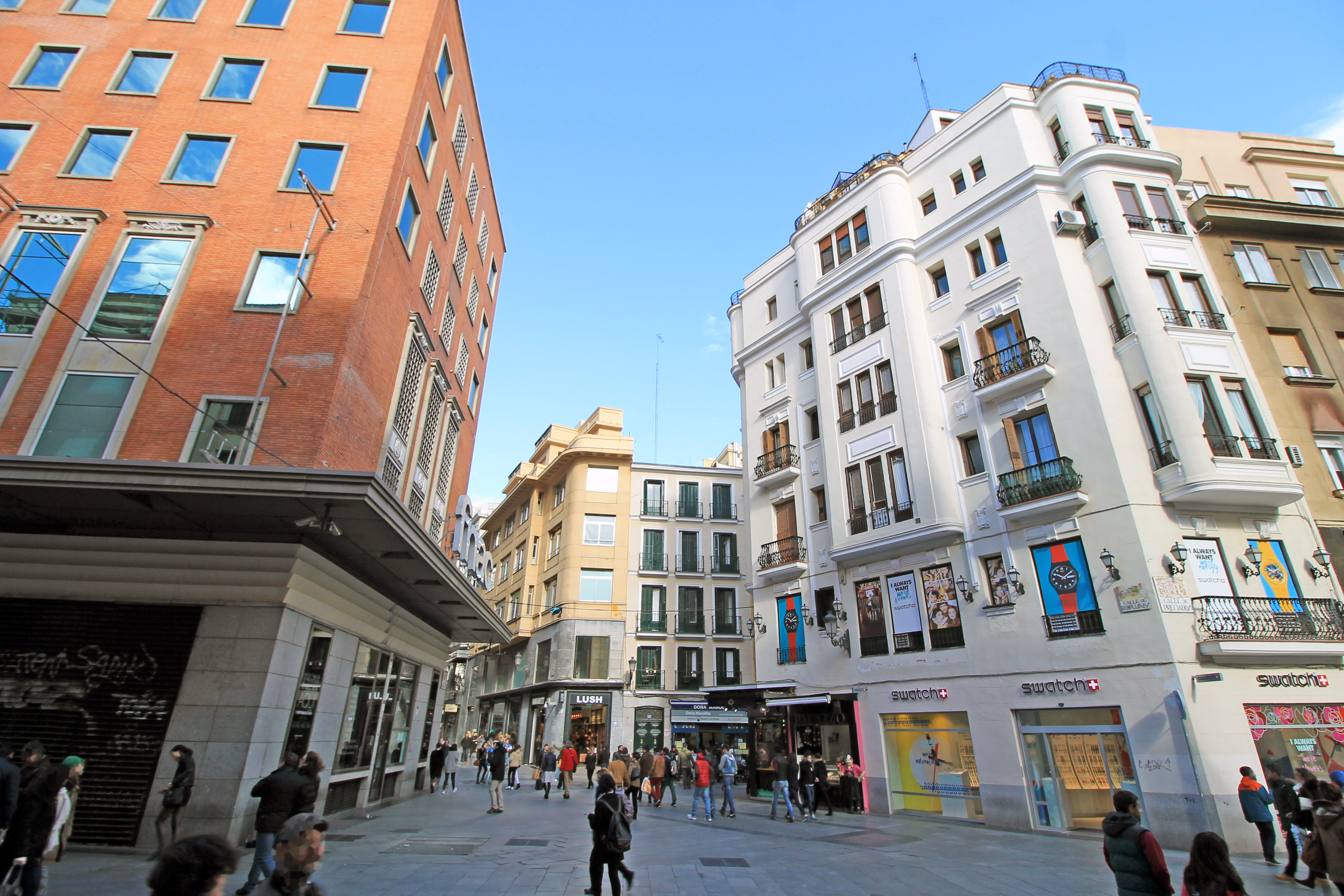
Calle de Rompelanzas vista desde la calle de Preciados.

La calle de Rompelanzas, considerada la más corta del casco histórico de la capital de España, es una vía vecina a la Puerta del Sol en el distrito Centro de Madrid. Une la calle del Carmen con la de Preciados. Nacida como atajo para caballerías, sus muchos y profundos baches hicieron que algunos pesados carruajes rompieran allí sus lanzas (la lanza, vara, viga o barra es una pieza larga movible que saliendo de debajo de la caja queda entre los caballos como un mástil tendido o un eje), y tomase de ahí su denominación popular.

## Historia
Ramón de Mesonero Romanos, en su Manual de Madrid. Descripción de la Corte y Villa (publicado en 1831), supone que se abrió esta vía para facilitar el acceso al nuevo convento del Carmen, fundado en 1575 en la camino que con el tiempo tomaría también su nombre.
También recoge Répide que el origen del nombre de esta breve travesía, apenas un pasaje entre dos de las vías con más tradición comercial entre la Puerta del Sol y la Gran Vía, fue el accidente que sufrió el carruaje del corregidor Luis Gaytán de Ayala y poco después el del presidente del Consejo de Indias, Juan de Ovando, por culpa de los socavones que debía tener en el siglo XVI. Peatonal desde el último cuarto del siglo XX, ya estaba cerrada al tráfico rodado a comienzos de dicho siglo.